# فرودگاه صحرایی ارتش لگونا
فرودگاه صحرایی ارتش لگونا  (به انگلیسی: Laguna Army Airfield) یک فرودگاه نظامی با کد یاتا LGF است که یک باند فرود آسفالت دارد و طول باند آن ۱۸۶۵ متر است. این فرودگاه در کشور ایالات متحده آمریکا قرار دارد و در ارتفاع ۱۲۹ متری از سطح دریا واقع شده است.